# Bologna Football Club 1909 2024-2025
Questa voce raccoglie le informazioni riguardanti il Bologna Football Club 1909 nelle competizioni ufficiali della stagione 2024-2025.

## Stagione
La stagione 2024-2025 coincide col ritorno dei Rossoblù in UEFA Champions League dopo sessant'anni dall'ultima partecipazione, nell'allora antenata Coppa dei Campioni.
La prima novità riguarda la guida tecnica: dopo la decisione da parte di Thiago Motta – comunicata ufficialmente prima dell'ultima giornata del campionato precedente – di non rinnovare il proprio contratto e accasarsi alla Juventus, la panchina felsinea viene affidata a Vincenzo Italiano, che ha appena concluso la terza stagione alla guida della Fiorentina, giungendo per la seconda volta in finale di Conference League. Sul mercato, vengono ceduti Zirkzee (seppellito dai milioni offertigli dal Manchester Utd) e Calafiori (all'Arsenal), mentre Kristiansen e Saelemaekers, non riscattati dal prestito, tornano a Leicester City e Milan; arrivano invece Holm dallo Spezia, Dallinga dal Tolosa, Dominguez dal Gimnasia (LP), Miranda dal Betis (svincolato), Cambiaghi dall'Empoli, Erlic dal Sassuolo, Iling-Junior in prestito dall'Aston Villa via Juventus, e, ancora in prestito, Pobega (Milan) e Casale (Lazio).
Le amichevoli estive vedono il Bologna impegnato, nel consueto ritiro di Valles (BZ), contro il Bressanone (2-0) e il Caldiero (5-0), poi contro l'Asteras, squadra della serie A greca (3-3, a Bressanone). Infine a Maiorca, dove, superando 6 a 5 ai rigori (1-1 al 90°) la squadra locale, si aggiudica il premio Città di Las Palmas.
In campionato, dopo un periodo di rodaggio (pareggio con l'Udinese, sconfitta a Napoli, pareggi con Empoli e Como, vittoria a Monza, e poi ancora tre pareggi con Atalanta, Parma e Genoa), la squadra comincia a ingranare, vince a Cagliari e poi ancora al Dall'Ara col Lecce e a Roma, sponda giallorossa. Dopo la sosta per la Nazionale il Bologna torna a Roma e incappa contro la Lazio nel secondo 3-0 (con espulsione di Pobega a metà primo tempo). 
Più duro sembra essere invece il pane della Champions, per un Bologna esordiente nella competizione: dopo il pareggio casalingo sotto un diluvio contro lo Template:Calcio Shaktar (con rigore parato da Skorupski nei minuti iniziali), arrivano le sconfitte contro il Liverpool ad Anfield, l'Aston Villa a Villa Park, e al Dall'Ara con Monaco e Lilla. 
Ma le sconfitte in Europa contro squadre che appaiono, a conti fatti, più concrete vengono fatte fruttare in patria: 3-0 al Venezia, 4-0 al Monza in Coppa Italia e 2-2 allo Juventus Stadium dell'ex Thiago Motta (espulso per proteste). Il Bologna cresce ancora, migliora in brillantezza e solidità: tra la sconfitta col Lilla a fine novembre e quella contro il Parma il 22 febbraio, il Bologna perde solo in casa contro il Verona, con una sfortunata autorete di Castro all'88°. Nel mezzo, 9 vittorie, tra cui la prima, storica in Champions, col Borussia Dortmund in rimonta, il 21 gennaio, e quella di Bergamo nei quarti di Coppa Italia, il 4 febbraio (0-1); e 6 pareggi, tra cui i due di Lisbona contro Benfica (0-0) e Sporting Lisbona (1-1), e il 2-2 in campionato al Dall'Ara contro la Roma, dove i giallorossi acciuffano i rossoblù al 96° grazie a un calcio di rigore dopo "on field review" per tocco di mano di Lucumì su tiro molto ravvicinato. Nello stesso periodo, batte per due volte il Torino a poche settimane di distanza (scherzi del calendario asimmetrico): 0-2 il 21 dicembre e 3-2 (sfortunato autogol di Biraghi al 90°) il 14 febbraio.
Frattanto al mercato di gennaio partono, in prestito, Corazza (Salernitana), Urbanski (Monza), Karlsson (Lecce), Posch (Atalanta), e, per fine prestito, Iling-Junior. Arrivano invece, sempre in prestito, Calabria dal Milan e Pedrola dalla Sampdoria.
Il 27 febbraio si recupera Bologna - Milan che non si era potuta giocare per ordinanza del sindaco a seguito dello straripamento del torrente Ravone (rigettato il ricorso al TAR del Milan contro l'ordinanza); la partita finisce 2-1 per i rossoblù in rimonta. Poi ancora tre vittorie in campionato (spicca il 5-0 casalingo alla Lazio, dove Orsolini, dopo il gol, inaugura la serie di toc toc alla telecamera di fondo campo) e quella contro l'Empoli (0-3) in semifinale di andata di Coppa Italia. 
Il 13 aprile si torna a Bergamo, con l'intenzione di ripetere lo sgambetto di coppa e qualificarsi alla prossima Champions, ma la Dea stavolta vince 2-0. 
Sette giorni dopo arriva l'Inter capolista al Dall'Ara, e ancora una volta ci lascia un pezzo di scudetto, quando Orsolini, al 94°, sotto la curva Bulgarelli, in splendida semi-rovesciata (uno dei gol più belli del campionato) azzecca l'angolino alla destra di Sommer.
Dopo la tranquilla vittoria nella semifinale di ritorno di Coppa Italia contro l'Empoli (2-1), i risultati del Bologna sembrano risentire l'avvicinarsi della finale contro il Milan, in programma il 14 maggio: 0-0 a Udine, 1-1 in casa con la Juventus, sconfitta a san Siro contro il Milan (3-1, dopo un altro splendido gol di Orsolini), appena cinque giorni prima della finale di coppa che si svolgerà a Roma.
Qui, un Bologna molto concentrato ha la meglio (dopo un brivido iniziale con doppio intervento sotto porta di Skorupski, prima su "tentativo" di autorete di Beukema e poi, dopo la respinta del portiere, su tiro ravvicinato di Jovic) su un Milan sì motivato ma non altrettanto determinato. Decide il destro di Ndoye a inizio ripresa, poi il Bologna addormenta la partita e vince la sua terza Coppa Italia dopo 51 anni.

Mancano ancora due partite alla fine del campionato, la qualificazione alla prossima Champions è ancora possibile, ma il Bologna, ebbro della conquista dell'agognato trofeo (e che, in serie A, non vince le ultime due di campionato dal 1964), si lascia battere 3-2 a Firenze e 3-1 dal Genoa in un Dall'Ara ugualmente festante, anticipo della grande festa del giorno dopo, con giocatori, allenatore, dirigenti e patron Saputo in parata, per il secondo anno consecutivo, sul pullman scoperto dallo stadio fino in centro. Ma stavolta c'è una coppa da festeggiare, una coppa vera, da stringere, baciare, cullare.
Alla fine la classifica recita: 9° posto. Nessuna squadra arrivata nona aveva mai fatto tanti punti. 
Terzo marcatore della Serie A con 15 gol, Orsolini, dopo altri quattro toc toc, viene riconvocato in nazionale a distanza di un anno.

## Divise e sponsor
Per il ventiquattresimo anno consecutivo lo sponsor tecnico per la stagione 2024-2025 è Macron. Il main sponsor è Saputo, al secondo anno; il back sponsor, nonché top partner, per il quinto anno consecutivo è Selenella; lo sleeve sponsor è Lavoropiù, al sesto anno consecutivo.
| Casa | Casa (alternativa) | Trasferta | Terza divisa | UCL | 1ª portiere | 2ª portiere | 3ª portiere |

## Organigramma societario
- Chairman: Joey Saputo
- Amministratore delegato: Claudio Fenucci
- Consiglio di amministrazione: Luca Bergamini, Joe Marsilii, Anthony Rizza
- Collegio Sindacale: Francesco Catenacci, Renato Santini, Massimo Tamburini
- Direttore Amministrazione, Finanza e Controllo: Alessandro Gabrieli
- Amministrazione: Annalisa D'Amato, Roberta Dovesi, Marika Gagliardi, Antonella Nicolini, Maili Grilli, Giuseppe Terrasi
- Segretario generale: Luca Befani
- Segretario sportivo: Daniel Maurizi

Area organizzativa
- Segreteria organizzativa: Federica Orlandi
- Ufficio acquisti: Claudia Magnani, Simona Verdecchia Tovoli
- Gestione personale: Daniela Fortini, Giuseppe Maselli
- Responsabile e Delegato sicurezza: Roberto Tassi
- Stadium Manager: Mirco Sandoni
- Custode stadio: Maurizio Savi, Blerim Met Hasani
- Servizi logistici e trasporti: Gianpaolo Benni, Guido Cassanelli
- Magazzinieri: Matteo Campagna, Nicola Capelli, Davide Nicolini
- Lavanderia: Loredana De Luca, Rita Gandolfi, Debora Roncarati

- Responsabile: Carlo Caliceti
- Responsabile comunicazione sportiva: Federico Frassinella
- Comunicazione sportiva: Gloria Gardini
- Responsabile BFC TV: Claudio Maria Cioffi
- BFC TV: Gianluca Ciraolo
- Social Media manager: Matteo Bulgarelli
- Area Digital: Stefano Leonardi

Area marketing
- Direttore: Christoph Winterling
- Sponsorship Sales Manager: Andrea Battacchi
- Sponsorship & Head of Corporate Sales Manager: Enrico Forni
- Head of Merchandising and Licensing: Tommaso Giaretta
- Marketing: Federica Furlan, Riccardo Simione, Chiara Targa, Luigi Uva
- Kids Area: Lisa Vergalli
- Sustainability Area: Valentina Vanicore
- Segreteria: Laura Di Marzo Capozzi
- Responsabile biglietteria: Massimo Gabrielli
- Biglietteria: Nadia Guidotti, Arianna Pancaldi
- Centralino: Matteo Molinari

- Responsabile: Giovanni Sartori
- Direttore sportivo: Marco Di Vaio
- Sporting Liaison Director: Luca Saputo
- Allenatore: Vincenzo Italiano
- Allenatore in seconda: Daniel Niccolini
- Preparatori dei portieri: Antonio Rosati, Vincenzo Sicignano
- Match analyst: Stefano Firicano, Paolo Riela
- Data analyst: Luca Benedetti
- Preparatori atletici: Paolo Aiello, Mirko Balestracci, Piero Campo, Nicolò Prandelli, Ivano Tito
- Team manager: Tommaso Fini

Area sanitaria
- Responsabile: Gianni Nanni
- Medici sociali: Luca Bini, Giovanbattista Sisca
- Fisioterapisti: Luca Ghelli, Luca Govoni, Juan Manuel Parafita, Gianluca Scolaro, Simone Spelorzi

## Rosa
Rosa, ruoli e numerazione aggiornati al 25 gennaio 2025.
| N. |                        | Ruolo | Calciatore          |
| -- | ---------------------- | ----- | ------------------- |
| 1  | Polonia (bandiera)     | P     | Łukasz Skorupski    |
| 2  | Svezia (bandiera)      | D     | Emil Holm           |
| 3  | Austria (bandiera)     | D     | Stefan Posch        |
| 5  | Croazia (bandiera)     | D     | Martin Erlić        |
| 6  | Croazia (bandiera)     | C     | Nikola Moro         |
| 7  | Italia (bandiera)      | A     | Riccardo Orsolini   |
| 8  | Svizzera (bandiera)    | C     | Remo Freuler        |
| 9  | Argentina (bandiera)   | A     | Santiago Castro     |
| 10 | Svezia (bandiera)      | A     | Jesper Karlsson     |
| 11 | Svizzera (bandiera)    | A     | Dan Ndoye           |
| 14 | Inghilterra (bandiera) | A     | Samuel Iling-Junior |
| 14 | Italia (bandiera)      | D     | Davide Calabria     |
| 15 | Italia (bandiera)      | D     | Nicolò Casale       |
| 16 | Italia (bandiera)      | D     | Tommaso Corazza     |
| 17 | Marocco (bandiera)     | C     | Oussama El Azzouzi  |
| 18 | Italia (bandiera)      | C     | Tommaso Pobega      |

| N. |                        | Ruolo | Calciatore                      |
| -- | ---------------------- | ----- | ------------------------------- |
| 19 | Scozia (bandiera)      | C     | Lewis Ferguson (vice capitano)  |
| 20 | Svizzera (bandiera)    | C     | Michel Aebischer                |
| 21 | Danimarca (bandiera)   | A     | Jens Odgaard                    |
| 22 | Grecia (bandiera)      | D     | Charalampos Lykogiannīs         |
| 23 | Italia (bandiera)      | P     | Nicola Bagnolini                |
| 24 | Paesi Bassi (bandiera) | A     | Thijs Dallinga                  |
| 26 | Colombia (bandiera)    | D     | Jhon Lucumí                     |
| 28 | Italia (bandiera)      | A     | Nicolò Cambiaghi                |
| 29 | Italia (bandiera)      | D     | Lorenzo De Silvestri (capitano) |
| 30 | Argentina (bandiera)   | A     | Benjamín Domínguez              |
| 31 | Paesi Bassi (bandiera) | D     | Sam Beukema                     |
| 33 | Spagna (bandiera)      | D     | Juan Miranda                    |
| 34 | Italia (bandiera)      | P     | Federico Ravaglia               |
| 39 | Spagna (bandiera)      | A     | Estanis Pedrola                 |
| 80 | Italia (bandiera)      | C     | Giovanni Fabbian                |
| 82 | Polonia (bandiera)     | C     | Kacper Urbański                 |

### Formazione tipo
| Formazione tipo (4-2-3-1) | Giocatori (presenze)          |
| --- | ----------------------------- |
| Skorupski Holm Beukema Lucumí Miranda Freuler Ferguson Orsolini Odgaard Ndoye Castro | Łukasz Skorupski (37)         |
| Skorupski Holm Beukema Lucumí Miranda Freuler Ferguson Orsolini Odgaard Ndoye Castro | Emil Holm (29)                |
| Skorupski Holm Beukema Lucumí Miranda Freuler Ferguson Orsolini Odgaard Ndoye Castro | Sam Beukema (47)              |
| Skorupski Holm Beukema Lucumí Miranda Freuler Ferguson Orsolini Odgaard Ndoye Castro | Jhon Lucumí (44)              |
| Skorupski Holm Beukema Lucumí Miranda Freuler Ferguson Orsolini Odgaard Ndoye Castro | Juan Miranda (38)             |
| Skorupski Holm Beukema Lucumí Miranda Freuler Ferguson Orsolini Odgaard Ndoye Castro | Remo Freuler (49)             |
| Skorupski Holm Beukema Lucumí Miranda Freuler Ferguson Orsolini Odgaard Ndoye Castro | Lewis Ferguson (24)           |
| Skorupski Holm Beukema Lucumí Miranda Freuler Ferguson Orsolini Odgaard Ndoye Castro | Riccardo Orsolini (40)        |
| Skorupski Holm Beukema Lucumí Miranda Freuler Ferguson Orsolini Odgaard Ndoye Castro | Jens Odgaard (37)             |
| Skorupski Holm Beukema Lucumí Miranda Freuler Ferguson Orsolini Odgaard Ndoye Castro | Dan Ndoye (41)                |
| Skorupski Holm Beukema Lucumí Miranda Freuler Ferguson Orsolini Odgaard Ndoye Castro | Santiago Castro (46)          |
| Skorupski Holm Beukema Lucumí Miranda Freuler Ferguson Orsolini Odgaard Ndoye Castro | Allenatore: Vincenzo Italiano |
| Altri giocatori: Thijs Dallinga (43), Giovanni Fabbian (41), Nikola Moro (32), Tommaso Pobega (29), Benjamín Domínguez (28), Charalampos Lykogiannīs (25), Nicolò Casale (21), Nicolò Cambiaghi (20), Stefan Posch (20), Lorenzo De Silvestri (19), Michel Aebischer (16), Samuel Iling-Junior (16), Federico Ravaglia (15), Davide Calabria (13), Kacper Urbański (12), Martin Erlić (11), Jesper Karlsson (7), Oussama El Azzouzi (3), Tommaso Corazza (2), Estanis Pedrola (2). |                               |

## Calciomercato

### Sessione estiva(dall'1/7 al 30/8)
| Acquisti         | Acquisti             | Acquisti          | Acquisti |
| R.               | Nome                 | da                | Modalità |
| ---------------- | -------------------- | ----------------- | --- |
| D                | Nicolò Casale        | Lazio             | prestito oneroso (1,5 milioni €) con diritto di riscatto tramutabile in obbligo di riscatto (6,5 milioni €) |
| D                | Martin Erlić         | Sassuolo          | definitivo (8 milioni €)                                                                                    |
| D                | Emil Holm            | Spezia            | definitivo (7 milioni €)                                                                                    |
| D                | Juan Miranda         |                   | svincolato                                                                                                  |
| C                | Tommaso Pobega       | Milan             | prestito con diritto di riscatto (12 milioni €)                                                             |
| A                | Nicolò Cambiaghi     | Atalanta          | definitivo (10 milioni € + 2 milioni € bonus)                                                               |
| A                | Thijs Dallinga       | Tolosa            | definitivo (15 milioni € + 2,5 milioni € bonus)                                                             |
| A                | Benjamín Domínguez   | Gimnasia (LP)     | definitivo (4,5 milioni €)                                                                                  |
| A                | Samuel Iling-Junior  | Aston Villa       | prestito |
| Altre operazioni |                      |                   | |
| R.               | Nome                 | da                | Modalità |
| D                | Ebenezer Annan       | Novi Pazar        | fine prestito                                                                                               |
| D                | Luis Binks           | Coventry City     | fine prestito                                                                                               |
| D                | Kevin Bonifazi       | Frosinone         | fine prestito                                                                                               |
| D                | Mattia Motolese      | Olbia             | fine prestito                                                                                               |
| D                | Riccardo Stivanello  | Juventus Next Gen | fine prestito                                                                                               |
| C                | Andri Baldursson     | Elfsborg          | fine prestito                                                                                               |
| C                | Remo Freuler         | Nottingham Forest | obbligo di riscatto esercitato (5 milioni €)                                                                |
| C                | Niklas Pyyhtiä       | Ternana           | fine prestito                                                                                               |
| A                | Gianmarco Cangiano   | Pescara           | fine prestito                                                                                               |
| A                | Jens Odgaard         | AZ Alkmaar        | diritto di riscatto esercitato (3,5 milioni €)                                                              |
| A                | Mattia Pagliuca      | Alessandria       | fine prestito                                                                                               |
| A                | Antonio Raimondo     | Ternana           | fine prestito                                                                                               |
| A                | Sydney van Hooijdonk | Norwich City      | fine prestito                                                                                               |

| Cessioni         | Cessioni             | Cessioni          | Cessioni                                                         |
| R.               | Nome                 | a                 | Modalità                                                         |
| ---------------- | -------------------- | ----------------- | ---------------------------------------------------------------- |
| D                | Riccardo Calafiori   | Arsenal           | definitivo (45 milioni € + 5 milioni € bonus)                    |
| D                | Mihajlo Ilić         | Partizan          | prestito                                                         |
| D                | Victor Kristiansen   | Leicester City    | fine prestito                                                    |
| D                | Adama Soumaoro       |                   | svincolato                                                       |
| A                | Alexis Saelemaekers  | Milan             | fine prestito                                                    |
| A                | Joshua Zirkzee       | Manchester Utd    | definitivo (42,5 milioni €)                                      |
| Altre operazioni |                      |                   |                                                                  |
| R.               | Nome                 | a                 | Modalità                                                         |
| D                | Ebenezer Annan       | Stella Rossa      | definitivo (1 milione €)                                         |
| D                | Luis Binks           | Coventry City     | definitivo (2 milioni €)                                         |
| D                | Kevin Bonifazi       | Lecce             | prestito con diritto di riscatto (0,5 milioni €)                 |
| D                | Mattia Motolese      | Carrarese         | prestito                                                         |
| D                | Riccardo Stivanello  | Juventus Next Gen | prestito con diritto di riscatto                                 |
| C                | Andri Baldursson     | Elfsborg          | prestito                                                         |
| C                | Demirel Hodzic       | Milan Futuro      | definitivo (0,3 milioni €)                                       |
| A                | Marko Arnautović     | Inter             | obbligo di riscatto esercitato (8 milioni € + 2 milioni € bonus) |
| A                | Gianmarco Cangiano   | Pescara           | prestito con obbligo di riscatto                                 |
| A                | Mattia Pagliuca      |                   | svincolato                                                       |
| A                | Antonio Raimondo     | Venezia           | prestito                                                         |
| A                | Orji Okwonkwo        | Cittadella        | prestito                                                         |
| A                | Sydney van Hooijdonk | Cesena            | definitivo                                                       |

### Sessione invernale(dal 2/1 al 3/2)
| Acquisti         | Acquisti         | Acquisti    | Acquisti                                                                                     |
| R.               | Nome             | da          | Modalità                                                                                     |
| ---------------- | ---------------- | ----------- | -------------------------------------------------------------------------------------------- |
| D                | Davide Calabria  | Milan       | prestito                                                                                     |
| A                | Estanis Pedrola  | Sampdoria   | prestito oneroso (0,5 milioni €) con diritto di riscatto (3 milioni € + 1,5 milioni € bonus) |
| Altre operazioni |                  |             |                                                                                              |
| R.               | Nome             | da          | Modalità                                                                                     |
| D                | Joaquín Sosa     | CF Montréal | fine prestito                                                                                |
| A                | Antonio Raimondo | Venezia     | fine prestito                                                                                |

| Cessioni         | Cessioni            | Cessioni    | Cessioni                                                             |
| R.               | Nome                | a           | Modalità                                                             |
| ---------------- | ------------------- | ----------- | -------------------------------------------------------------------- |
| D                | Tommaso Corazza     | Salernitana | prestito                                                             |
| D                | Stefan Posch        | Atalanta    | prestito oneroso (1 milione €) con diritto di riscatto (7 milioni €) |
| C                | Kacper Urbański     | Monza       | prestito                                                             |
| A                | Samuel Iling-Junior | Aston Villa | risoluzione prestito                                                 |
| A                | Jesper Karlsson     | Lecce       | prestito                                                             |
| Altre operazioni |                     |             |                                                                      |
| R.               | Nome                | a           | Modalità                                                             |
| D                | Joaquín Sosa        | Reggiana    | prestito                                                             |
| C                | Niklas Pyyhtiä      | Südtirol    | prestito                                                             |
| C                | Kazper Karlsson     | AIK         | definitivo (0,5 milioni €)                                           |
| A                | Antonio Raimondo    | Salernitana | prestito                                                             |

## Risultati

### Serie A

#### Girone di andata
| Arbitro: | Ferrieri Caputi (Livorno) |

|                     |           |               |
| Orsolini 57’ (rig.) | Marcatori | 68’ Giannetti |

| Arbitro: | Pairetto (Nichelino) |

|                                                   |           |  |
| Di Lorenzo 45+2’ K'varatskhelia 75’ Simeone 90+4’ | Marcatori |  |

| Arbitro: | Marinelli (Tivoli) |

|            |           |          |
| Fabbian 2’ | Marcatori | 3’ Gyasi |

| Arbitro: | Piccinini (Forlì) |

|                              |           |                               |
| Casale 5’ (aut.) Cutrone 53’ | Marcatori | 76’ Castro 90+1’ Iling-Junior |

| Arbitro: | Massa (Imperia) |

|           |           |                         |
| Đurić 43’ | Marcatori | 24’ Urbański 80’ Castro |

| Arbitro: | Rapuano (Rimini) |

|            |           |               |
| Castro 46’ | Marcatori | 90’ Samardžić |

| Bologna 6 ottobre 2024, ore 15:00 CEST 7ª giornata | Bologna             | 0 – 0 referto | Parma | Stadio Renato Dall'Ara (28 461 spett.)\| Arbitro: \| Di Bello (Brindisi) \| |
| Arbitro:                                           | Di Bello (Brindisi) |               |       |                                                                             |

| Arbitro: | Doveri (Roma 1) |

|                    |           |                          |
| Pinamonti 73’, 85’ | Marcatori | 37’ Orsolini 56’ Odgaard |

| Arbitro: | Mariani (Aprilia) |

|                      |           |          |
| Castro 48’ Ndoye 82’ | Marcatori | 43’ Leão |

| Arbitro: | Fourneau (Roma 1) |

|  |           |                          |
|  | Marcatori | 35’ Orsolini 51’ Odgaard |

| Arbitro: | Collu (Cagliari) |

|              |           |  |
| Orsolini 85’ | Marcatori |  |

| Arbitro: | Manganiello (Pinerolo) |

|                      |           |                                      |
| El Shaarawy 63’, 82’ | Marcatori | 25’ Castro 66’ Orsolini 77’ Karlsson |

| Arbitro: | Rapuano (Rimini) |

|                                           |           |  |
| Gigot 68’ Zaccagni 72’ Dele-Bashiru 90+2’ | Marcatori |  |

| Arbitro: | Massimi (Termoli) |

|                                           |           |  |
| Ndoye 21’ (rig.), 71’ Orsolini 69’ (rig.) | Marcatori |  |

| Arbitro: | Marchetti (Ostia Lido) |

|                                |           |                      |
| Koopmeiners 63’ Mbangula 90+2’ | Marcatori | 30’ Ndoye 53’ Pobega |

| Arbitro: | Fabbri (Ravenna) |

|             |           |  |
| Odgaard 56’ | Marcatori |  |

| Arbitro: | Piccinini (Forlì) |

|  |           |                         |
|  | Marcatori | 71’ Dallinga 80’ Pobega |

| Arbitro: | Ayroldi (Molfetta) |

|                    |           |                                            |
| Domínguez 20’, 58’ | Marcatori | 38’ Sarr 45+2’ Tengstedt 88’ (aut.) Castro |

| Arbitro: | Pairetto (Nichelino) |

|                                |           |                     |
| Dumfries 19’ L. Martínez 45+1’ | Marcatori | 15’ Castro 64’ Holm |

#### Girone di ritorno
| Arbitro: | Abisso (Palermo) |

|                                  |           |                                      |
| Dallinga 61’ Ferguson 65’ (rig.) | Marcatori | 58’ Saelemaekers 90+8’ (rig.) Dovbyk |

| Arbitro: | Mariani (Aprilia) |

|                                     |           |            |
| Castro 22’ Odgaard 34’ Orsolini 69’ | Marcatori | 4’ Maldini |

| Arbitro: | La Penna (Roma 1) |

|             |           |               |
| Colombo 24’ | Marcatori | 44’ Domínguez |

| Arbitro: | Massimi (Termoli) |

|                              |           |  |
| De Silvestri 25’ Fabbian 66’ | Marcatori |  |

| Lecce 9 febbraio 2025, ore 18:00 CET 24ª giornata | Lecce             | 0 – 0 referto | Bologna | Stadio Via del mare (24 910 spett.)\| Arbitro: \| Fourneau (Roma 1) \| |
| Arbitro:                                          | Fourneau (Roma 1) |               |         |                                                                        |

| Arbitro: | Fabbri (Ravenna) |

|                                          |           |                      |
| Ndoye 20’, 70’ (rig.) Biraghi 90’ (aut.) | Marcatori | 37’ Vlašić 65’ Elmas |

| Arbitro: | Abisso (Palermo) |

|                           |           |  |
| Bonny 37’ (rig.) Sohm 79’ | Marcatori |  |

| Arbitro: | Zufferli (Udine) |

|                          |           |             |
| Orsolini 48’ (rig.), 56’ | Marcatori | 22’ Piccoli |

| Arbitro: | Rapuano (Rimini) |

|              |           |                           |
| Mosquera 80’ | Marcatori | 40’ Odgaard 78’ Cambiaghi |

| Arbitro: | Colombo (Como) |

|                                                           |           |  |
| Odgaard 16’ Orsolini 48’ Ndoye 49’ Castro 74’ Fabbian 84’ | Marcatori |  |

| Arbitro: | Di Bello (Brindisi) |

|  |           |              |
|  | Marcatori | 49’ Orsolini |

| Arbitro: | Massa (Imperia) |

|           |           |              |
| Ndoye 64’ | Marcatori | 18’ Anguissa |

| Arbitro: | Mariani (Aprilia) |

|                        |           |  |
| Retegui 3’ Pašalić 21’ | Marcatori |  |

| Arbitro: | Colombo (Como) |

|                |           |  |
| Orsolini 90+4’ | Marcatori |  |

| Udine 28 aprile 2025, ore 18:30 CEST 34ª giornata | Udinese          | 0 – 0 referto | Bologna | Bluenergy Stadium (23 414 spett.)\| Arbitro: \| Maresca (Napoli) \| |
| Arbitro:                                          | Maresca (Napoli) |               |         |                                                                     |

| Arbitro: | Doveri (Roma 1) |

|             |           |              |
| Freuler 54’ | Marcatori | 9’ K. Thuram |

| Arbitro: | Marinelli (Tivoli) |

|                                |           |              |
| Giménez 73’, 90+2’ Pulisic 79’ | Marcatori | 49’ Orsolini |

| Arbitro: | Zufferli (Udine) |

|                                    |           |                           |
| Parisi 13’ Richardson 67’ Kean 84’ | Marcatori | 61’ Dallinga 79’ Orsolini |

| Arbitro: | Monaldi (Macerata) |

|              |           |                                |
| Orsolini 64’ | Marcatori | 17’ Vitinha 26’, 43’ Venturino |

### Coppa Italia

#### Fase a eliminazione diretta
| Arbitro: | Ferrieri Caputi (Livorno) |

|                                                  |           |  |
| Pobega 32’ Orsolini 35’ Domínguez 63’ Castro 76’ | Marcatori |  |

| Arbitro: | Marinelli (Tivoli) |

|  |           |            |
|  | Marcatori | 80’ Castro |

| Arbitro: | Zufferli (Udine) |

|  |           |                                |
|  | Marcatori | 23’ Orsolini 29’, 51’ Dallinga |

| Arbitro: | Marcenaro (Genova) |

|                         |           |               |
| Fabbian 7’ Dallinga 86’ | Marcatori | 33’ Kovalenko |

| Arbitro: | Mariani (Aprilia) |

|  |           |           |
|  | Marcatori | 53’ Ndoye |

### UEFA Champions League

#### Fase campionato
| Bologna 18 settembre 2024, ore 18:45 CEST 1ª giornata | Bologna | 0 – 0 referto | Šachtar | Stadio Renato Dall'Ara (26 082 spett.)\| Arbitro: \| Saggi \| |
| Arbitro:                                              | Saggi   |               |         |                                                               |

| Arbitro: | Dabanović |

|                            |           |  |
| Mac Allister 11’ Salah 75’ | Marcatori |  |

| Arbitro: | Pinheiro |

|                      |           |  |
| McGinn 55’ Durán 64’ | Marcatori |  |

| Arbitro: | Ağayev |

|  |           |            |
|  | Marcatori | 87’ Kehrer |

| Arbitro: | Oliver |

|            |           |                |
| Lucumí 63’ | Marcatori | 44’, 66’ Mukau |

| Lisbona 11 dicembre 2024, ore 21:00 CET 6ª giornata | Benfica  | 0 – 0 referto | Bologna | Stadio da Luz (60 650 spett.)\| Arbitro: \| Petrescu \| |
| Arbitro:                                            | Petrescu |               |         |                                                         |

| Arbitro: | Gözübüyük |

|                               |           |                     |
| Dallinga 71’ Iling-Junior 72’ | Marcatori | 15’ (rig.) Guirassy |

| Arbitro: | Bastien |

|            |           |            |
| Harder 77’ | Marcatori | 21’ Pobega |

## Statistiche finali

### Statistiche di squadra
| Competizione     | Punti | In casa | In casa | In casa | In casa | In casa | In casa | In trasferta | In trasferta | In trasferta | In trasferta | In trasferta | In trasferta | In campo neutro | In campo neutro | In campo neutro | In campo neutro | In campo neutro | In campo neutro | Totale | Totale | Totale | Totale | Totale | Totale | DR  |
| Competizione     | Punti | G       | V       | N       | P       | Gf      | Gs      | G            | V            | N            | P            | Gf           | Gs           | G               | V               | N               | P               | Gf              | Gs              | G      | V      | N      | P      | Gf     | Gs     | DR  |
| ---------------- | ----- | ------- | ------- | ------- | ------- | ------- | ------- | ------------ | ------------ | ------------ | ------------ | ------------ | ------------ | --------------- | --------------- | --------------- | --------------- | --------------- | --------------- | ------ | ------ | ------ | ------ | ------ | ------ | --- |
| Serie A          | 62    | 19      | 10      | 7       | 2       | 33      | 18      | 19           | 6            | 7            | 6            | 24           | 29           | 0               | 0               | 0               | 0               | 0               | 0               | 38     | 16     | 14     | 8      | 57     | 47     | +10 |
| Coppa Italia     | -     | 2       | 2       | 0       | 0       | 6       | 1       | 2            | 2            | 0            | 0            | 4            | 0            | 1               | 1               | 0               | 0               | 1               | 0               | 5      | 5      | 0      | 0      | 11     | 1      | +10 |
| Champions League | 6     | 4       | 1       | 1       | 2       | 3       | 4       | 4            | 0            | 2            | 2            | 1            | 5            | 0               | 0               | 0               | 0               | 0               | 0               | 8      | 1      | 3      | 4      | 4      | 9      | -5  |
| Totale           | -     | 25      | 13      | 8       | 4       | 42      | 23      | 25           | 8            | 9            | 8            | 28           | 34           | 1               | 1               | 0               | 0               | 1               | 0               | 51     | 22     | 17     | 12     | 72     | 57     | +15 |

### Andamento in campionato
| Giornata  | 1 | 2  | 3  | 4  | 5  | 6  | 7  | 8  | 9  | 10 | 11 | 12 | 13 | 14 | 15 | 16 | 17 | 18 | 19 | 20 | 21 | 22 | 23 | 24 | 25 | 26 | 27 | 28 | 29 | 30 | 31 | 32 | 33 | 34 | 35 | 36 | 37 | 38 |
| --------- | - | -- | -- | -- | -- | -- | -- | -- | -- | -- | -- | -- | -- | -- | -- | -- | -- | -- | -- | -- | -- | -- | -- | -- | -- | -- | -- | -- | -- | -- | -- | -- | -- | -- | -- | -- | -- | -- |
| Luogo     | C | T  | C  | T  | T  | C  | C  | T  | C  | T  | C  | T  | T  | C  | T  | C  | T  | C  | T  | C  | C  | T  | C  | T  | C  | T  | C  | T  | C  | T  | C  | T  | C  | T  | C  | T  | T  | C  |
| Risultato | N | P  | N  | N  | V  | N  | N  | N  | V  | V  | V  | V  | P  | V  | N  | V  | V  | P  | N  | N  | V  | N  | V  | N  | V  | P  | V  | V  | V  | V  | N  | P  | V  | N  | N  | P  | P  | P  |
| Posizione | 5 | 14 | 14 | 14 | 13 | 13 | 13 | 12 | 10 | 11 | 9  | 8  | 8  | 8  | 8  | 7  | 7  | 7  | 7  | 7  | 6  | 8  | 7  | 8  | 7  | 7  | 6  | 6  | 4  | 4  | 4  | 5  | 4  | 5  | 7  | 7  | 8  | 9  |

Fonte:  Serie A TIM – Classifica, su legaseriea.it, Lega Serie A.
Legenda:

Luogo: C = Casa; T = Trasferta. Risultato: R = Rinviata; V = Vittoria; N = Pareggio; P = Sconfitta.

### Statistiche dei giocatori
| Giocatore       | Serie A  | Serie A | Serie A     | Serie A    | Coppa Italia | Coppa Italia | Coppa Italia | Coppa Italia | Champions League | Champions League | Champions League | Champions League | Totale   | Totale | Totale      | Totale     |
| Giocatore       | Presenze | Reti    | Ammonizioni | Espulsioni | Presenze     | Reti         | Ammonizioni  | Espulsioni   | Presenze         | Reti             | Ammonizioni      | Espulsioni       | Presenze | Reti   | Ammonizioni | Espulsioni |
| --------------- | -------- | ------- | ----------- | ---------- | ------------ | ------------ | ------------ | ------------ | ---------------- | ---------------- | ---------------- | ---------------- | -------- | ------ | ----------- | ---------- |
| M. Aebischer    | 14       | 0       | 2           | 0          | 1            | 0            | 0            | 0            | 1                | 0                | 1                | 0                | 16       | 0      | 3           | 0          |
| N. Bagnolini    | 0        | -0      | 0           | 0          | 0            | -0           | 0            | 0            | 0                | -0               | 0                | 0                | 0        | -0     | 0           | 0          |
| S. Beukema      | 35       | 0       | 1           | 0          | 4            | 0            | 0            | 0            | 8                | 0                | 3                | 0                | 47       | 0      | 4           | 0          |
| D. Calabria     | 11       | 0       | 3           | 0          | 2            | 0            | 0            | 0            | -                | -                | -                | -                | 13       | 0      | 3           | 0          |
| N. Cambiaghi    | 18       | 1       | 0           | 0          | 2            | 0            | 0            | 0            | -                | -                | -                | -                | 20       | 1      | 0           | 0          |
| N. Casale       | 15       | 0       | 2           | 0          | 2            | 0            | 0            | 0            | 4                | 0                | 1                | 0                | 21       | 0      | 3           | 0          |
| S. Castro       | 36       | 8       | 8           | 0          | 3            | 2            | 0            | 0            | 7                | 0                | 2                | 0                | 46       | 10     | 10          | 0          |
| T. Corazza      | 0        | 0       | 0           | 0          | 1            | 0            | 0            | 0            | 1                | 0                | 0                | 0                | 2        | 0      | 0           | 0          |
| T. Dallinga     | 31       | 3       | 1           | 0          | 4            | 3            | 0            | 0            | 8                | 1                | 0                | 0                | 43       | 7      | 1           | 0          |
| L. De Silvestri | 18       | 1       | 1           | 0          | 1            | 0            | 0            | 0            | -                | -                | -                | -                | 19       | 1      | 1           | 0          |
| B. Domínguez    | 24       | 3       | 0           | 0          | 4            | 1            | 0            | 0            | -                | -                | -                | -                | 28       | 4      | 0           | 0          |
| O. El Azzouzi   | 2        | 0       | 0           | 0          | 1            | 0            | 0            | 0            | -                | -                | -                | -                | 3        | 0      | 0           | 0          |
| M. Erlić        | 8        | 0       | 0           | 0          | 2            | 0            | 0            | 0            | 1                | 0                | 1                | 0                | 11       | 0      | 1           | 0          |
| G. Fabbian      | 30       | 3       | 2           | 0          | 4            | 1            | 1            | 0            | 7                | 0                | 2                | 0                | 41       | 4      | 5           | 0          |
| L. Ferguson     | 16       | 1       | 0           | 0          | 3            | 0            | 1            | 0            | 5                | 0                | 2                | 0                | 24       | 1      | 3           | 0          |
| R. Freuler      | 37       | 1       | 6           | 0          | 5            | 0            | 0            | 0            | 7                | 0                | 3                | 0                | 49       | 1      | 9           | 0          |
| E. Holm         | 21       | 1       | 3           | 0          | 4            | 0            | 1            | 0            | 4                | 0                | 2                | 0                | 29       | 1      | 6           | 0          |
| S. Iling-Junior | 7        | 1       | 0           | 0          | 1            | 0            | 0            | 0            | 8                | 1                | 1                | 0                | 16       | 2      | 1           | 0          |
| J. Karlsson     | 7        | 1       | 1           | 0          | 0            | 0            | 0            | 0            | -                | -                | -                | -                | 7        | 1      | 1           | 0          |
| J. Lucumí       | 32       | 0       | 8           | 1          | 5            | 0            | 1            | 0            | 7                | 1                | 2                | 0                | 44       | 1      | 11          | 1          |
| C. Lykogiannīs  | 17       | 0       | 3           | 0          | 3            | 0            | 0            | 0            | 5                | 0                | 3                | 0                | 25       | 0      | 6           | 0          |
| J. Miranda      | 31       | 0       | 4           | 1          | 2            | 0            | 0            | 0            | 5                | 0                | 0                | 0                | 38       | 0      | 4           | 1          |
| N. Moro         | 22       | 0       | 1           | 0          | 3            | 0            | 0            | 0            | 7                | 0                | 1                | 0                | 32       | 0      | 2           | 0          |
| D. Ndoye        | 30       | 8       | 4           | 0          | 3            | 1            | 1            | 0            | 8                | 0                | 0                | 0                | 41       | 9      | 5           | 0          |
| J. Odgaard      | 29       | 6       | 1           | 0          | 3            | 0            | 0            | 0            | 5                | 0                | 1                | 0                | 37       | 6      | 2           | 0          |
| R. Orsolini     | 30       | 15      | 2           | 0          | 4            | 2            | 1            | 0            | 6                | 0                | 1                | 0                | 40       | 17     | 4           | 0          |
| E. Pedrola      | 1        | 0       | 0           | 0          | 1            | 0            | 0            | 0            | -                | -                | -                | -                | 2        | 0      | 0           | 0          |
| T. Pobega       | 20       | 2       | 6           | 2          | 4            | 1            | 0            | 0            | 5                | 1                | 0                | 0                | 29       | 4      | 6           | 2          |
| S. Posch        | 14       | 0       | 1           | 0          | 0            | 0            | 0            | 0            | 6                | 0                | 2                | 0                | 20       | 0      | 3           | 0          |
| F. Ravaglia     | 12       | -14     | 0           | 0          | 2            | -1           | 0            | 0            | 1                | -1               | 0                | 0                | 15       | -16    | 0           | 0          |
| Ł. Skorupski    | 27       | -33     | 1           | 0          | 3            | -0           | 0            | 0            | 7                | -8               | 0                | 0                | 37       | -41    | 1           | 0          |
| K. Urbański     | 7        | 1       | 2           | 0          | 1            | 0            | 0            | 0            | 4                | 0                | 0                | 0                | 12       | 1      | 2           | 0          |

## Giovanili

### Organigramma
- Responsabile: Flavio Margotto
- Segretario Settore Giovanile:
- Responsabile Attività di Base: Luigi Piangerelli
- Direttore sportivo Primavera: Marco Di Vaio
- Coordinatore organizzativo: Emanuele Marchetti
- Coordinatore tecnico attività di base:
- Coordinatore preparatori dei portieri:

Area tecnica - Primavera
- Allenatore: Claudio Rivalta
- Allenatore in seconda: Nebil Caidi
- Collaboratore tecnico: Andrea Bellucco
- Preparatore portieri: Andrea Sentimenti
- Preparatore atletico: Giuseppe Baglio
- Match analyst: Alfonso Lobascio
- Team manager: David Barani
- Fisioterapisti: Matteo Spinosa, Carmelo Sposato
- Medico sociale: Giulio Biancalana
- Magazziniere: Antonio Labianca

Area tecnica - Under 18
- Allenatore:
- Allenatore in seconda:
- Collaboratore tecnico:
- Preparatore atletico:
- Preparatore portieri:
- Fisioterapista:
- Medico sociale:
- Magazziniere:

Area tecnica - Under 17
- Allenatore:
- Allenatore in seconda:
- Preparatore atletico:
- Preparatore portieri:
- Fisioterapista:
- Medico sociale:
- Magazziniere:

Area tecnica - Under 16
- Allenatore:
- Allenatore in seconda:
- Preparatore atletico:
- Preparatore portieri:
- Fisioterapista:
- Medico sociale:
- Magazziniere:

- Allenatore:
- Allenatore in seconda:
- Preparatore atletico:
- Preparatore portieri:
- Fisioterapista:
- Medico sociale:
- Magazziniere:

Area tecnica - Under 14
- Allenatori:
- Preparatore atletico:
- Preparatore portieri:

Area tecnica - Under 13 - A
- Allenatori:
- Collaboratrice tecnica:
- Preparatore atletico:
- Preparatore portieri:

Area tecnica - Under 13 - B
- Allenatori:
- Preparatore atletico:
- Preparatore portieri:

Area tecnica - Under 12
- Allenatori:
- Preparatore atletico:
- Preparatore portieri:

Area tecnica - Under 11
- Allenatori:
- Preparatore atletico:
- Preparatore portieri:

Area tecnica - Under 10
- Allenatori:
- Preparatore portieri:

Area tecnica - Under 9
- Allenatori:
- Preparatore portieri:

Area tecnica - Under 8
- Allenatore:

### Piazzamenti
- Primavera[35]:
  - Campionato: (da disputare)
  - Coppa Italia: Trentaduesimi di finale (da disputare)
  - UEFA Youth League: (da disputare)
- Under 18[35]: 
  - Campionato: (da disputare)
  - Torneo di Viareggio: (da disputare)
- Under 17[35]: 
  - Campionato: (da disputare)
- Under 16[35]:
  - Campionato: (da disputare)

- Under 15[35]:
  - Campionato: (da disputare)
- Under 14:
  - Campionato: (da disputare)
- Under 13 - A:
  - Campionato: (da disputare)
- Under 13 - B:
  - Campionato: (da disputare)